# 3-й кавалерийский корпус (формирование 1924)
3-й кавалерийский корпус — воинское соединение в РККА. Существовал с 1924 до 1940 года

## История
Управление 3 кавкорпуса было сформировано в сентябре 1924 г. в г. Минске распоряжением командующего войсками ЗВО, подтвержденным приказом РВС СССР N 1132/179 от 13 сентября 1924 г.
Приказом РВС СССР N 1550 от 17 декабря 1924 г. корпусу было присвоено имя Белорусской ССР.
В состав входили кавдивизии:
7-я (1924-февр. 1940), 11-я (1932 −1940), 4-я (1934—1935), 24-я (1935—1939), 27-я (1935—1938), 36-я (1938—1940).
Корпус подчинялся командованию БВО, ЗВО. Дивизии корпуса участвовали в походе в Западную Белоруссию (сент. 1939)-7, 11, 24, 36-я; в советско-финляндской войне −7, 24, 36-я.
В 1940 г. части корпуса дислоцировались в гг. Сувалки, Августов.

## Командный состав корпуса

### Командиры корпуса
- Гай, Гая Дмитриевич, хх.09.1924 — 03.02.1925,
- Тимошенко, Семен Константинович — 03.02.1925 — 17.08.1933,
- Вайнер, Леонид Яковлевич, 17.08.1933 — 05.1935,
- Сердич, Даниил Федорович, 17.07.1935 — 29.06.1937,
- Жуков, Георгий Константинович, 22.07.1937 — 25.02.1938,
- Черевиченко, Яков Тимофеевич, 08.03.1938 — 04.06.1940,

### Заместители командира корпуса
- Тимошенко, Семен Константинович — хх.09.1924 — 03.02.1925,